# Ловарио (Верчели)
Ловарио је насеље у Италији у округу Верчели, региону Пијемонт.
Према процени из 2011. у насељу је живело 22 становника. Насеље се налази на надморској висини од 610 м.